# El ángel exterminador (álbum)
El ángel exterminador es el primer álbum de estudio en solitario del cantante español Carlos Berlanga. Fue publicado por el sello Hispavox en 1990 dos meses después de su separación del grupo Alaska y Dinarama.
Compuesto por diez canciones de estilo pop destaca por contar con la colaboración de Miguel Bosé en la canción «El Verano Más Triste». Tras varios años descatalogado EMI-Hispavox reeditó en 2002 el disco.

## Lista de canciones
1. «El Ángel Exterminador» (03:54)
2. «El Verano Más Triste» -con Miguel Bosé- (03:01)
3. «En El Volcán» (03:14)
4. «Rendido A Tus Pies» (03:21)
5. «Septiembre» (02:58)
6. «Todo Se Puede Hacer Bien» (03:07)
7. «No Encuentro Humor En El Amor» (02:39)
8. «La Venganza» (03:46)
9. «Noches Entre Rejas» (03:06)
10. «Sueño» (03:19)

## Recepción
En la crítica escrita por C. F. Esteban para el portal LaFonoteca le otorga una puntuación de 3,5 sobre 5 y destaca "el resultado es un disco dotado de la esencia pura de Berlanga, de aquello que le hubiera gustado hacer junto a Dinarama tras Deseo Carnal pero que no pudo ser; esa libertad donde el pop se mueve entre la modernidad de suaves bases electrónicas, lo glam y lo latino, con frases que nadie más que Berlanga puede sugerir. Frases que cortan, que lapidan, que concentran en tan sólo un par de palabras todo lo que los demás dicen en mil vueltas (“No espero un milagro, espero un avión”)".
Rafa Cervera en el reportaje "El mejor y peor disco de Carlos Berlanga" del portal JeNeSaisPop publicado en septiembre de 2012 señalaba: "El disco que menos me gusta de Carlos Berlanga es El ángel exterminador. Es un disco que no acaba de ser todo lo Berlanga que debería ser. A veces es demasiado blando, como si hubiera decidido usar alguna canción inédita compuesta para Raffaella Carrá o Paloma San Basilio. Y además, a ese disco le falta Nacho Canut. Su ausencia en las letras se deja notar mucho. Y creo que, la presencia de Nacho no solo empujaba a Carlos a escribir letras mordaces y divertidas. Incluso los dos temas que más me gustan del disco, «En el volcán» y «El ángel exterminador», son un poco "Berlanga by numbers". No tiene una producción adecuada y suenan un poco a Dinarama de la época No es pecado. Hasta la portada defrauda".